# Gyeplabda az 1960. évi nyári olimpiai játékokon
Az 1960. évi nyári olimpiai játékokon a gyeplabda-tornát augusztus 26. és szeptember 11. között rendezték Rómában. A tornán 16 válogatott szerepelt.

## Éremtáblázat
(Az egyes számoszlopok legmagasabb értéke, vagy értékei vastagítással kiemelve.)
| Az 1960. évi nyári olimpiai játékok éremtáblázata gyeplabdában | Az 1960. évi nyári olimpiai játékok éremtáblázata gyeplabdában | Az 1960. évi nyári olimpiai játékok éremtáblázata gyeplabdában | Az 1960. évi nyári olimpiai játékok éremtáblázata gyeplabdában | Az 1960. évi nyári olimpiai játékok éremtáblázata gyeplabdában | Olimpia  |
| -------------------------------------------------------------- | -------------------------------------------------------------- | -------------------------------------------------------------- | -------------------------------------------------------------- | -------------------------------------------------------------- | -------- |
|                                                                | Ország                                                         | Arany                                                          | Ezüst                                                          | Bronz                                                          | Összesen |
| 1.                                                             | Pakisztán (PAK)                                                | 1                                                              | 0                                                              | 0                                                              | 1        |
|                                                                |                                                                |                                                                |                                                                |                                                                |          |
| 2.                                                             | India (IND)                                                    | 0                                                              | 1                                                              | 0                                                              | 1        |
|                                                                |                                                                |                                                                |                                                                |                                                                |          |
| 3.                                                             | Spanyolország (ESP)                                            | 0                                                              | 0                                                              | 1                                                              | 1        |
|                                                                |                                                                |                                                                |                                                                |                                                                |          |
| Összesen                                                       | Összesen                                                       | 1                                                              | 1                                                              | 1                                                              | 3        |

## Érmesek
| Az 1960. évi nyári olimpiai játékok érmesei férfi gyeplabdában | Az 1960. évi nyári olimpiai játékok érmesei férfi gyeplabdában | Az 1960. évi nyári olimpiai játékok érmesei férfi gyeplabdában | Az 1960. évi nyári olimpiai játékok érmesei férfi gyeplabdában |
| --- | --- | --- | -------------------------------------------------------------- |
| Arany | Ezüst | Bronz |                                                                |
| Pakisztán (PAK) | India (IND) | Spanyolország (ESP) |                                                                |
| Abdul Hamid Abdul Rashid Abdul Vahid Bashir Ahmad Ghulam Rasul Anwar Khan Khursheed Aslam Habib Ali Kiddie Manzoor Hussain Atif Mushtaq Ahmad Motiullah Khan Naseer Bunda Noor Alam | Joseph Antic Leslie Claudius Jaman Lal Sharma Mohinder Lal Shankar Laxman John Peter Govind Sawant Raghbír Szingh Bhola Udham Szingh Csarandzsit Szingh Jaswant Singh Joginder Singh Prithipal Singh | Pedro Amat Juan Calzado Francisco Cavaller José Colomer Carlos del Coso José Antonio Dinarés Eduardo Dualde Joaquín Dualde Rafael Egusquiza Ignacio Macaya Pedro Murua Pedro Roig Luis Usoz Narciso Ventalló |                                                                |

## Csoportkör
| Színmagyarázat                                                                                          |
| --- |
| A csoportok első két helyezettje bejutott a negyeddöntőbe.                                              |
| A csoportok harmadik helyezettjei a 9–12. helyért a negyedik helyezettjei a 13–16. helyért játszhattak. |

### A csoport
| Csapat          | M | Gy | D | V | G+ | G– | Gk  | P |
| --------------- | - | -- | - | - | -- | -- | --- | - |
| India (IND)     | 3 | 3  | 0 | 0 | 17 | 1  | +16 | 6 |
| Új-Zéland (NZL) | 3 | 1  | 1 | 1 | 5  | 5  | 0   | 3 |
| Hollandia (NED) | 3 | 1  | 1 | 1 | 6  | 7  | –1  | 3 |
| Dánia (DEN)     | 3 | 0  | 0 | 3 | 3  | 18 | –15 | 0 |

| 1960. augusztus 27. 15:00 | India (IND)                                                                       | 10 – 0  | Dánia (DEN) | Stadio dei Marmi Játékvezetők: McIldowie (RSA), Whitelaw (GBR) |
| 1960. augusztus 27. 15:00 | P. Singh 1', 15', 16' · Bhola 22', 31', 67' · Peter 66', 67' · Ja. Singh 43', 64' | (5 – 0) |             | Stadio dei Marmi Játékvezetők: McIldowie (RSA), Whitelaw (GBR) |

| 1960. augusztus 27. 16:30 | Hollandia (NED)          | 1 – 1   | Új-Zéland (NZL) | Stadio dei Marmi Játékvezetők: Franck (BEL), Massart (BEL) |
| 1960. augusztus 27. 16:30 | Jan van Erven Dorens 23' | (1 – 1) | Hobson 25'      | Stadio dei Marmi Játékvezetők: Franck (BEL), Massart (BEL) |

| 1960. augusztus 30. 16:30 | India (IND)                                   | 4 – 1   | Hollandia (NED)        | Stadio dei Marmi Játékvezetők: de Bourguignon (BEL), Asselman (BEL) |
| 1960. augusztus 30. 16:30 | Ja. Singh 26' · Bhola 63' · P. Singh 66', 69' | (1 – 1) | Theo van Vroonhoven 9' | Stadio dei Marmi Játékvezetők: de Bourguignon (BEL), Asselman (BEL) |

| 1960. augusztus 31. 16:30 | Új-Zéland (NZL)                           | 4 – 1   | Dánia (DEN)     | Olympic Velodrome Játékvezetők: McDowell (AUS), Glichitch (FRA) |
| 1960. augusztus 31. 16:30 | Hobson 4' · Turner 24', 41' · Bygrave 35' | (3 – 1) | Kristiansen 16' | Olympic Velodrome Játékvezetők: McDowell (AUS), Glichitch (FRA) |

| 1960. szeptember 2. 16:30 | India (IND)                          | 3 – 0   | Új-Zéland (NZL) | Olympic Velodrome Játékvezetők: McIldowie (RSA), Whitelaw (GBR) |
| 1960. szeptember 2. 16:30 | Bhola 8' · Peter 57' · Ja. Singh 70' | (1 – 0) |                 | Olympic Velodrome Játékvezetők: McIldowie (RSA), Whitelaw (GBR) |

| 1960. szeptember 3. 10:00 | Hollandia (NED)                                             | 4 – 2   | Dánia (DEN)                          | Olympic Velodrome Játékvezetők: Harasta (AUT), Bernet (SUI) |
| 1960. szeptember 3. 10:00 | Jan van Erven Dorens 37', 49', 64' · P. Nielsen 70' (öngól) | (0 – 1) | Guldbrandsen 30' · Kristoffersen 68' | Olympic Velodrome Játékvezetők: Harasta (AUT), Bernet (SUI) |

Rájátszás a második helyért
| 1960. szeptember 4. 15:30 | Új-Zéland (NZL)  | 2 – 1   | Hollandia (NED) | Campo Tre Fontane Játékvezetők: Schinner (GER), Lichtenfeld (GER) |
| 1960. szeptember 4. 15:30 | Bygrave 31', 58' | (1 – 1) | Wim de Beer 14' | Campo Tre Fontane Játékvezetők: Schinner (GER), Lichtenfeld (GER) |

### B csoport
| Csapat              | M | Gy | D | V | G+ | G– | Gk  | P |
| ------------------- | - | -- | - | - | -- | -- | --- | - |
| Pakisztán (PAK)     | 3 | 3  | 0 | 0 | 21 | 0  | +21 | 6 |
| Ausztrália (AUS)    | 3 | 1  | 1 | 1 | 9  | 5  | +4  | 3 |
| Lengyelország (POL) | 3 | 1  | 1 | 1 | 3  | 10 | –7  | 3 |
| Japán (JPN)         | 3 | 0  | 0 | 3 | 2  | 20 | –18 | 0 |

| 1960. augusztus 26. 10:00 | Pakisztán (PAK)                     | 3 – 0   | Ausztrália (AUS) | Stadio dei Marmi Játékvezetők: Van Ballgoijen de Jong (NED), Elgershuizen (NED) |
| 1960. augusztus 26. 10:00 | Hamid 48' · Alam 53' · M. Ahmad 56' | (0 – 0) |                  | Stadio dei Marmi Játékvezetők: Van Ballgoijen de Jong (NED), Elgershuizen (NED) |

| 1960. augusztus 26. 15:00 | Lengyelország (POL)         | 2 – 1   | Japán (JPN) | Stadio dei Marmi Játékvezetők: Lichtenfeld (GER), Schinner (GER) |
| 1960. augusztus 26. 15:00 | Flinik 33' · Wiśniewski 56' | (1 – 0) | Iijima 68'  | Stadio dei Marmi Játékvezetők: Lichtenfeld (GER), Schinner (GER) |

| 1960. augusztus 29. 16:30 | Pakisztán (PAK)                                                          | 8 – 0   | Lengyelország (POL) | Stadio dei Marmi Játékvezetők: Whitelaw (GBR), McIldowie (RSA) |
| 1960. augusztus 29. 16:30 | Hamid 6', 24', 55' · Alam 18' · M. Khan 22' · Vahid 45', 69' · Bunda 60' | (4 – 0) |                     | Stadio dei Marmi Játékvezetők: Whitelaw (GBR), McIldowie (RSA) |

| 1960. augusztus 30. 10:00 | Ausztrália (AUS)                                                 | 8 – 1   | Japán (JPN) | Stadio dei Marmi Játékvezetők: Massart (BEL), Franck (BEL) |
| 1960. augusztus 30. 10:00 | Crossman 1', 25' · E. Pearce 13', 27', 31', 37', 65' · Evans 33' | (6 – 1) | Kanbe 20'   | Stadio dei Marmi Játékvezetők: Massart (BEL), Franck (BEL) |

| 1960. szeptember 1. 10:00 | Pakisztán (PAK)                                                            | 10 – 0  | Japán (JPN) | Olympic Velodrome Játékvezetők: H. Singh (IND), Burgess (GBR) |
| 1960. szeptember 1. 10:00 | Vahid 21', 30' · Hamid 24', 37', 50', 51' · Bunda 33', 45', 60' · Khan 59' | (4 – 0) |             | Olympic Velodrome Játékvezetők: H. Singh (IND), Burgess (GBR) |

| 1960. szeptember 1. 16:30 | Ausztrália (AUS) | 1 – 1   | Lengyelország (POL) | Olympic Velodrome Játékvezetők: Asselman (BEL), de Bourguignon (BEL) |
| 1960. szeptember 1. 16:30 | Crossman 62'     | (0 – 0) | Kubiak 48'          | Olympic Velodrome Játékvezetők: Asselman (BEL), de Bourguignon (BEL) |

Rájátszás a második helyért
| 1960. szeptember 3. 08:30 | Ausztrália (AUS)          | 2 – 0   | Lengyelország (POL) | Campo Tre Fontane Játékvezetők: McIldowie (RSA), Whitelaw (GBR) |
| 1960. szeptember 3. 08:30 | Crossman 55' · Currie 66' | (0 – 0) |                     | Campo Tre Fontane Játékvezetők: McIldowie (RSA), Whitelaw (GBR) |

### C csoport
| Csapat                      | M | Gy | D | V | G+ | G– | Gk  | P |
| --------------------------- | - | -- | - | - | -- | -- | --- | - |
| Kenya (KEN)                 | 3 | 2  | 1 | 0 | 8  | 0  | +8  | 5 |
| Egyesült Német Csapat (EUA) | 3 | 2  | 0 | 1 | 10 | 1  | +9  | 4 |
| Franciaország (FRA)         | 3 | 1  | 1 | 1 | 2  | 5  | –3  | 3 |
| Olaszország (ITA)           | 3 | 0  | 0 | 3 | 0  | 14 | –14 | 0 |

| 1960. augusztus 29. 10:00 | Kenya (KEN)      | 1 – 0   | Egyesült Német Csapat (EUA) | Stadio dei Marmi Játékvezetők: Burgess (GBR), H. Singh (IND) |
| 1960. augusztus 29. 10:00 | H. Fernandes 45' | (0 – 0) |                             | Stadio dei Marmi Játékvezetők: Burgess (GBR), H. Singh (IND) |

| 1960. augusztus 29. 15:00 | Franciaország (FRA)          | 2 – 0   | Olaszország (ITA) | Stadio dei Marmi Játékvezetők: Bernet (SUI), Harasta (AUT) |
| 1960. augusztus 29. 15:00 | Reynaud 21' · J-P Windal 54' | (1 – 0) |                   | Stadio dei Marmi Játékvezetők: Bernet (SUI), Harasta (AUT) |

| 1960. augusztus 31. 10:00 | Egyesült Német Csapat (EUA)             | 5 – 0   | Franciaország (FRA) | Olympic Velodrome Játékvezetők: Ghosh (IND), G. Singh (IND) |
| 1960. augusztus 31. 10:00 | Keller 23', 51', 61', 66' · Schuler 31' | (2 – 0) |                     | Olympic Velodrome Játékvezetők: Ghosh (IND), G. Singh (IND) |

| 1960. szeptember 1. 15:00 | Kenya (KEN)                                                                       | 7 – 0   | Olaszország (ITA) | Olympic Velodrome Játékvezetők: Bernet (SUI), Harasta (AUT) |
| 1960. szeptember 1. 15:00 | E. Fernandes 14' · H. Fernandes 17', 64', 65' · Sohal 24', 48' · Pianesi 42' (OG) | (3 – 0) |                   | Olympic Velodrome Játékvezetők: Bernet (SUI), Harasta (AUT) |

| 1960. szeptember 3. 15:00 | Egyesült Német Csapat (EUA)              | 5 – 0   | Olaszország (ITA) | Olympic Velodrome Játékvezetők: de Bourguignon (BEL), Asselman (BEL) |
| 1960. szeptember 3. 15:00 | Keller 24', 43', 45' · Budinger 29', 41' | (2 – 0) |                   | Olympic Velodrome Játékvezetők: de Bourguignon (BEL), Asselman (BEL) |

| 1960. szeptember 3. 16:30 | Franciaország (FRA) | 0 – 0 | Kenya (KEN) | Olympic Velodrome Játékvezetők: H. Singh (IND), Burgess (GBR) |
| 1960. szeptember 3. 16:30 |                     |       |             | Olympic Velodrome Játékvezetők: H. Singh (IND), Burgess (GBR) |

### D csoport
| Csapat               | M | Gy | D | V | G+ | G– | Gk | P |
| -------------------- | - | -- | - | - | -- | -- | -- | - |
| Spanyolország (ESP)  | 3 | 2  | 1 | 0 | 8  | 2  | +6 | 5 |
| Nagy-Britannia (GBR) | 3 | 1  | 2 | 0 | 4  | 1  | +3 | 4 |
| Belgium (BEL)        | 3 | 1  | 1 | 1 | 6  | 6  | 0  | 3 |
| Svájc (SUI)          | 3 | 0  | 0 | 3 | 3  | 12 | –9 | 0 |

| 1960. augusztus 26. 16:30 | Spanyolország (ESP) | 0 – 0 | Nagy-Britannia (GBR) | Stadio dei Marmi Játékvezetők: G. Singh (IND), Ghosh (IND) |
| 1960. augusztus 26. 16:30 |                     |       |                      | Stadio dei Marmi Játékvezetők: G. Singh (IND), Ghosh (IND) |

| 1960. augusztus 27. 10:00 | Belgium (BEL)                              | 4 – 2   | Svájc (SUI)               | Stadio dei Marmi Játékvezetők: MacDowell (AUS), Glichitch (FRA) |
| 1960. augusztus 27. 10:00 | Remy 24' · M. Muschs 45' · Dubois 55', 65' | (1 – 1) | Von Arx 30' · Zanetti 59' | Stadio dei Marmi Játékvezetők: MacDowell (AUS), Glichitch (FRA) |

| 1960. augusztus 30. 15:00 | Belgium (BEL) | 1 – 1   | Nagy-Britannia (GBR) | Stadio dei Marmi Játékvezetők: Elgershuizen (NED), Van Ballgoijen de Jong (NED) |
| 1960. augusztus 30. 15:00 | Debbaudt 34'  | (0 – 1) | Hindle 12'           | Stadio dei Marmi Játékvezetők: Elgershuizen (NED), Van Ballgoijen de Jong (NED) |

| 1960. augusztus 31. 15:00 | Spanyolország (ESP)                                   | 5 – 1   | Svájc (SUI) | Olympic Velodrome Játékvezetők: Lichtenfeld (GER), Schinner (GER) |
| 1960. augusztus 31. 15:00 | Murua 5' · Macaya 22' · E. Dualde 25', 66' · Usoz 31' | (4 – 1) | Zanetti 11' | Olympic Velodrome Játékvezetők: Lichtenfeld (GER), Schinner (GER) |

| 1960. szeptember 2. 10:00 | Nagy-Britannia (GBR)      | 3 – 0   | Svájc (SUI) | Olympic Velodrome Játékvezetők: Glichitch (FRA), MacDowell (AUS) |
| 1960. szeptember 2. 10:00 | Mayes 5', 63' · Scott 68' | (1 – 0) |             | Olympic Velodrome Játékvezetők: Glichitch (FRA), MacDowell (AUS) |

| 1960. szeptember 2. 15:00 | Spanyolország (ESP)                        | 3 – 1   | Belgium (BEL) | Olympic Velodrome Játékvezetők: G. Singh (IND), Ghosh (IND) |
| 1960. szeptember 2. 15:00 | Macaya 23' · E. Dualde 24' · J. Dualde 61' | (2 – 0) | Remy 50'      | Olympic Velodrome Játékvezetők: G. Singh (IND), Ghosh (IND) |

## Egyenes kieséses szakasz

### A 13–16. helyért
Dánia nem vett részt a további küzdelmekben, ezért hivatalosan a 16. helyen végzett.
| 1960. szeptember 6. 16:30 | Olaszország (ITA) | 1 – 1   | Svájc (SUI)  | Campo Tre Fontane Játékvezetők: Franck (BEL), Matsunawa (JPN) |
| 1960. szeptember 6. 16:30 | Ballesio 6'       | (1 – 1) | Recordon 32' | Campo Tre Fontane Játékvezetők: Franck (BEL), Matsunawa (JPN) |

| 1960. szeptember 8. 09:00 | Japán (JPN)                            | 5 – 1   | Svájc (SUI) | Campo Tre Fontane Játékvezetők: Asselman (BEL), Ghosh (IND) |
| 1960. szeptember 8. 09:00 | H. Kojima 34' 49' · Kihara 51' 60' 67' | (1 – 0) | Zanetti 42' | Campo Tre Fontane Játékvezetők: Asselman (BEL), Ghosh (IND) |

| 1960. szeptember 10. 15:00 | Olaszország (ITA)         | 2 – 1   | Japán (JPN)  | Olympic Velodrome Játékvezetők: G. Singh (IND), H. Singh (IND) |
| 1960. szeptember 10. 15:00 | Marchiori 21' · Lenza 47' | (1 – 1) | H. Kojima 2' | Olympic Velodrome Játékvezetők: G. Singh (IND), H. Singh (IND) |

A csoport végeredménye
| Csapat            | M | Gy | D | V | G+ | G– | Gk | P |
| ----------------- | - | -- | - | - | -- | -- | -- | - |
| Olaszország (ITA) | 2 | 1  | 1 | 0 | 3  | 2  | +1 | 3 |
| Japán (JPN)       | 2 | 1  | 0 | 1 | 6  | 3  | +3 | 2 |
| Svájc (SUI)       | 2 | 0  | 1 | 1 | 2  | 6  | –4 | 1 |

### A 9–12. helyért
Lengyelország nem vett részt a további küzdelmekben, ezért hivatalosan a 12. helyen végzett.
| 1960. szeptember 6. 15:00 | Franciaország (FRA) | 1 – 0   | Belgium (BEL) | Campo Tre Fontane Játékvezetők: Burgess (GBR), Harasta (AUT) |
| 1960. szeptember 6. 15:00 | Mauchien 22'        | (1 – 0) |               | Campo Tre Fontane Játékvezetők: Burgess (GBR), Harasta (AUT) |

| 1960. szeptember 8. 10:30 | Hollandia (NED)                          | 2 – 0   | Franciaország (FRA) | Campo Tre Fontane Játékvezetők: Lichtenfeld (GER), Whitelaw (GBR) |
| 1960. szeptember 8. 10:30 | Wim de Beer 3' · Theo van Vroonhoven 25' | (2 – 0) |                     | Campo Tre Fontane Játékvezetők: Lichtenfeld (GER), Whitelaw (GBR) |

| 1960. szeptember 10. 10:00 | Hollandia (NED)     | 2 – 1   | Belgium (BEL) | Olympic Velodrome Játékvezetők: Burgess (GBR), MacIldowie (RSA) |
| 1960. szeptember 10. 10:00 | Wim de Beer 51' 62' | (0 – 0) | A. Muschs 66' | Olympic Velodrome Játékvezetők: Burgess (GBR), MacIldowie (RSA) |

A csoport végeredménye
| Csapat              | M | Gy | D | V | G+ | G– | Gk | P |
| ------------------- | - | -- | - | - | -- | -- | -- | - |
| Hollandia (NED)     | 2 | 2  | 0 | 0 | 4  | 1  | +3 | 4 |
| Franciaország (FRA) | 2 | 1  | 0 | 1 | 1  | 2  | –1 | 2 |
| Belgium (BEL)       | 2 | 0  | 0 | 2 | 1  | 3  | –2 | 0 |

### Az 5–8. helyért
| 1960. szeptember 8. 15:00 | Új-Zéland (NZL) | 1 – 0   | Egyesült Német Csapat (EUA) | Campo Tre Fontane Játékvezetők: van Ballgoijen de Jong (NED), H. Singh (IND) |
| 1960. szeptember 8. 15:00 | McGregor 11'    | (1 – 0) |                             | Campo Tre Fontane Játékvezetők: van Ballgoijen de Jong (NED), H. Singh (IND) |

| 1960. szeptember 8. 16:30 | Ausztrália (AUS) | 1 – 1   | Kenya (KEN) | Olympic Velodrome Játékvezetők: Elgershuizen (NED), Glichitch (FRA) |
| 1960. szeptember 8. 16:30 | Crossman 40'     | (0 – 0) | Deol 63'    | Olympic Velodrome Játékvezetők: Elgershuizen (NED), Glichitch (FRA) |

- A mérkőzést a hosszabbítás 40. percében felfüggesztették sötétedés miatt, sorsolással Ausztráliának ítélték a győzelmet. Ezt a kenyaiak megóvták, a mérkőzést döntetlennek minősítették és újrajátszást rendeltek el.

| 1960. szeptember 10. 16:30 | Ausztrália (AUS) | 2 – 1   | Kenya (KEN) | Campo Tre Fontane Játékvezetők: Elgershuizen (NED), Van Ballgoijen de Jong (NED) |
| 1960. szeptember 10. 16:30 | Evans 64' 69'    | (0 – 0) | Panaser 42' | Campo Tre Fontane Játékvezetők: Elgershuizen (NED), Van Ballgoijen de Jong (NED) |

#### A 7. helyért
| — | Kenya (KEN) | — | Egyesült Német Csapat (EUA) |  |
| — |             |   |                             |  |

- Váratlan események miatt a német csapat nem tudott játszani, mindkét csapat hivatalosan a hetedik helyen végzett.

#### Az 5. helyért
| 1960. szeptember 9. 08:30 | Ausztrália (AUS)         | 2 – 1   | Új-Zéland (NZL) | Campo Tre Fontane Játékvezetők: Burgess (GBR), Asselman (BEL) |
| 1960. szeptember 9. 08:30 | Crossman 50' · Evans 68' | (0 – 1) | Cullen 27'      | Campo Tre Fontane Játékvezetők: Burgess (GBR), Asselman (BEL) |

A mérkőzést újra kellett játszani.

| 1960. szeptember 11. 09:00 | Új-Zéland (NZL) | 1 – 0   | Ausztrália (AUS) | Campo Tre Fontane Játékvezetők: Burgess (GBR), van Ballgoijen de Jong (NED) |
| 1960. szeptember 11. 09:00 | Bygrave 1'      | (0 – 0) |                  | Campo Tre Fontane Játékvezetők: Burgess (GBR), van Ballgoijen de Jong (NED) |

### Negyeddöntők
| 1960. szeptember 5. 09:00 | India (IND) | 1 – 0   | Ausztrália (AUS) | Olympic Velodrome Játékvezetők: Whitelaw (GBR), MacIldowie (RSA) |
| 1960. szeptember 5. 09:00 | Bhola 92'   | (0 – 0) |                  | Olympic Velodrome Játékvezetők: Whitelaw (GBR), MacIldowie (RSA) |

- A győztes gól a második hosszabbításban esett.

| 1960. szeptember 5. 15:00 | Nagy-Britannia (GBR)         | 2 – 1   | Kenya (KEN) | Olympic Velodrome Játékvezetők: G. Singh (IND), Ghosh (IND) |
| 1960. szeptember 5. 15:00 | Saunders-Griffiths 36', 153' | (0 – 1) | Sohal 22'   | Olympic Velodrome Játékvezetők: G. Singh (IND), Ghosh (IND) |

- A győztes gól a hatodik hosszabbításban esett.

| 1960. szeptember 5. 14:30 | Pakisztán (PAK) | 2 – 1   | Egyesült Német Csapat (EUA) | Olympic Velodrome Játékvezetők: Asselman (BEL), de Bourguignon (BEL) |
| 1960. szeptember 5. 14:30 | Bunda 22', 62'  | (1 – 0) | Delmes 52'                  | Olympic Velodrome Játékvezetők: Asselman (BEL), de Bourguignon (BEL) |

| 1960. szeptember 5. 16:00 | Spanyolország (ESP) | 1 – 0   | Új-Zéland (NZL) | Olympic Velodrome Játékvezetők: Elgershuizen (NED), Van Ballgoijen de Jong (NED) |
| 1960. szeptember 5. 16:00 | Murua 91'           | (0 – 0) |                 | Olympic Velodrome Játékvezetők: Elgershuizen (NED), Van Ballgoijen de Jong (NED) |

- A győztes gól a második hosszabbításban esett.

### Elődöntők
| 1960. szeptember 7. 10:00 | Pakisztán (PAK) | 1 – 0   | Spanyolország (ESP) | Olympic Velodrome Játékvezetők: MacDowell (AUS), Massart (BEL) |
| 1960. szeptember 7. 10:00 | Atif 12'        | (1 – 0) |                     | Olympic Velodrome Játékvezetők: MacDowell (AUS), Massart (BEL) |

| 1960. szeptember 7. 15:30 | India (IND)  | 1 – 0   | Nagy-Britannia (GBR) | Olympic Velodrome Játékvezetők: Elgershuizen (NED), Schinner (GER) |
| 1960. szeptember 7. 15:30 | U. Singh 16' | (1 – 0) |                      | Olympic Velodrome Játékvezetők: Elgershuizen (NED), Schinner (GER) |

### Bronzmérkőzés
| 1960. szeptember 9. 10:00 | Spanyolország (ESP)           | 2 – 1   | Nagy-Britannia (GBR) | Olympic Velodrome Játékvezetők: Elgershuizen (NED), G. Singh (IND) |
| 1960. szeptember 9. 10:00 | J. Dualde 27' · E. Dualde 41' | (1 – 1) | Scott 13'            | Olympic Velodrome Játékvezetők: Elgershuizen (NED), G. Singh (IND) |

### Döntő
| 1960. szeptember 9. 15:30 | Pakisztán (PAK) | 1 – 0   | India (IND) | Olympic Velodrome Játékvezetők: MacDowell (AUS), Massart (BEL) |
| 1960. szeptember 9. 15:30 | Bunda 6'        | (1 – 0) |             | Olympic Velodrome Játékvezetők: MacDowell (AUS), Massart (BEL) |

| Az 1960. évi nyári olimpiai játékok férfi gyeplabdatornájának olimpiai bajnoka |
| · PAKISZTÁN · 1. cím                                                           |
| ------------------------------------------------------------------------------ |

## Végeredmény
| Helyezés | Csapat                      | M | Gy | D | V | G+ | G– | Gk  | P  |
| -------- | --------------------------- | - | -- | - | - | -- | -- | --- | -- |
| Arany    | Pakisztán (PAK)             | 6 | 6  | 0 | 0 | 25 | 1  | +24 | 12 |
| Ezüst    | India (IND)                 | 6 | 5  | 0 | 1 | 19 | 2  | +17 | 10 |
| Bronz    | Spanyolország (ESP)         | 6 | 4  | 1 | 1 | 11 | 4  | +7  | 9  |
| 4.       | Nagy-Britannia (GBR)        | 6 | 2  | 2 | 2 | 7  | 5  | +2  | 6  |
|          |                             |   |    |   |   |    |    |     |    |
| 5.       | Új-Zéland (NZL)             | 8 | 4  | 1 | 3 | 10 | 9  | +1  | 9  |
| 6.       | Ausztrália (AUS)            | 9 | 4  | 2 | 3 | 16 | 10 | +6  | 10 |
| =7.      | Kenya (KEN)                 | 6 | 2  | 2 | 2 | 11 | 5  | +6  | 6  |
| =7.      | Egyesült Német Csapat (EUA) | 5 | 2  | 0 | 3 | 11 | 4  | +7  | 4  |
|          |                             |   |    |   |   |    |    |     |    |
| 9.       | Hollandia (NED)             | 6 | 3  | 1 | 2 | 11 | 10 | +1  | 7  |
| 10.      | Franciaország (FRA)         | 5 | 2  | 1 | 2 | 3  | 7  | –4  | 5  |
| 11.      | Belgium (BEL)               | 5 | 1  | 1 | 3 | 7  | 9  | –2  | 3  |
| 12.      | Lengyelország (POL)         | 4 | 1  | 1 | 2 | 3  | 12 | –9  | 3  |
|          |                             |   |    |   |   |    |    |     |    |
| 13.      | Olaszország (ITA)           | 5 | 1  | 1 | 3 | 3  | 16 | –13 | 3  |
| 14.      | Japán (JPN)                 | 5 | 1  | 0 | 4 | 8  | 23 | –15 | 2  |
| 15.      | Svájc (SUI)                 | 5 | 0  | 1 | 4 | 5  | 18 | –13 | 1  |
| 16.      | Dánia (DEN)                 | 3 | 0  | 0 | 3 | 3  | 18 | –15 | 0  |